# Amphiodia digitula
Amphiodia digitula är en ormstjärneart som beskrevs av Hubert Lyman Clark 1911. Amphiodia digitula ingår i släktet Amphiodia och familjen trådormstjärnor. Inga underarter finns listade i Catalogue of Life.